# Tamarix
Tamarix este un gen de plante xeromorfe care pot fi arbori sau tufișuri, de o înălțime între 1 și 15 m, făcând parte din familia Tamaricaceae care cuprinde ca. 50–60 de specii. Plantele au în regiunile aride un areal întins de răspândire, de la bazinul Mării Mediterane, Asia, China de Nord până în Sudul Africii. Ele au rădăcini adânci, iar frunzele, care pot să elimine sarea, sunt mici solzoase de culoare cenușiu verzuie și cresc aproape de tulpină. Plantele au flori albe sau roze care înfloresc din martie până în septembrie. Scoarța plantelor este de culoare brun roșcată. Tamarixul este folosit ca plantă decorativă sau ca protecție față de vânt, ele fiind plante rezistente la secetă și care pot să trăiască și pe soluri sărate (sărături) sau alcaline. Plantele se înmulțesc prin semințe mici (ca. 1 mm) care sunt purtate de vânt și au un înveliș protector (capsulă) prevăzut la exterior cu firișoare. În secolul XVIII tamarixul a fost introdus de om și în America. Planta este amintită deja în biblie (Geneza 21:33, 1Samuel 22:6).

## Specii
- Tamarix africana Poir.
- Tamarix androssowii
- Tamarix aphylla (L.) H.Karst.
- Tamarix arceuthoides
- Tamarix articulata
- Tamarix austromongolica
- Tamarix boveana
- Tamarix canariensis
- Tamarix chinensis Lour.
- Tamarix dalmatica
- Tamarix dioica Roxb. ex Roth
- Tamarix duezenlii
- Tamarix elongata
- Tamarix gallica L.
- Tamarix gansuensis
- Tamarix gracilis Willd.
- Tamarix hampeana
- Tamarix hispida Willd.
- Tamarix indica
- Tamarix jintaenia
- Tamarix juniperina
- Tamarix karelinii Bunge
- Tamarix laxa Willd.
- Tamarix leptostachys
- Tamarix mongolica
- Tamarix parviflora DC.
- Tamarix ramosissima Ledeb.
- Tamarix sachuensis
- Tamarix smyrnensis Bunge (=T. hohenackeri)
- Tamarix taklamakanensis
- Tamarix tarimensis
- Tamarix tenuissima
- Tamarix tetragyna Ehrenb.
  - Tamarix tetragyna var. meyeri (Boiss.) Boiss. (=T. meyeri)
  - Tamarix tetragyna var. tetragyna
- Tamarix tetrandra Pall. ex M.Bieb.[2]

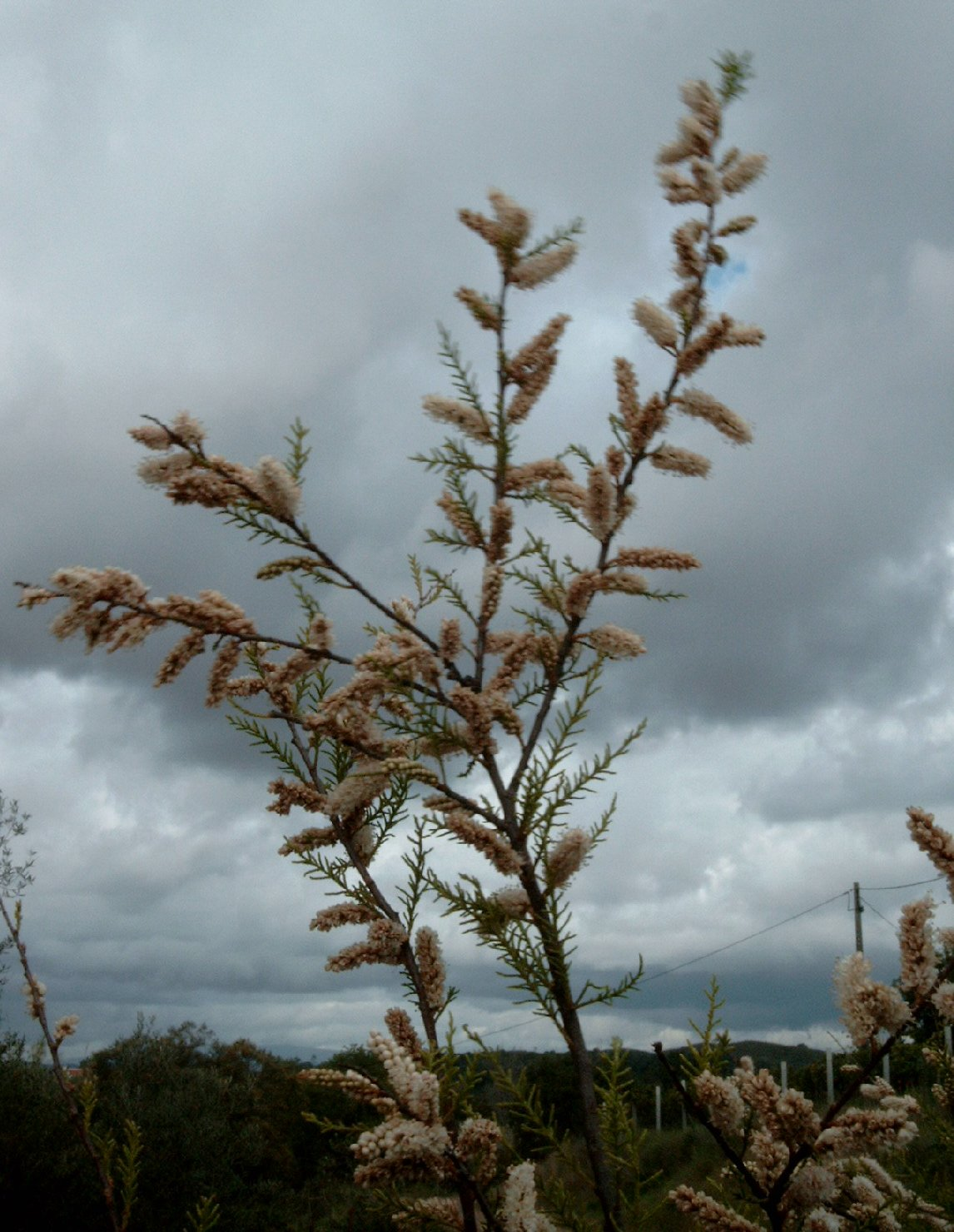
T. africana
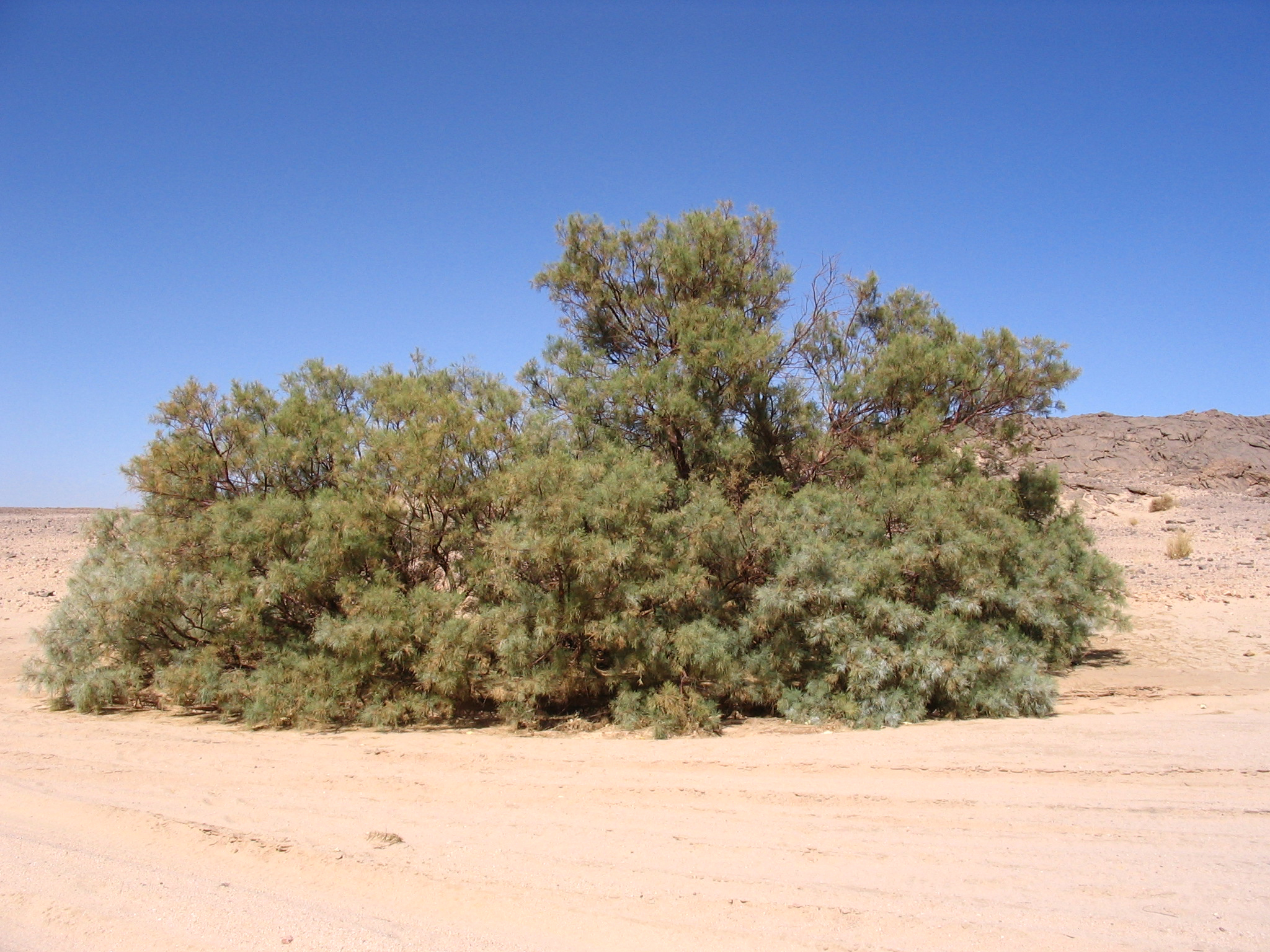
Tamarix aphylla în Algeria
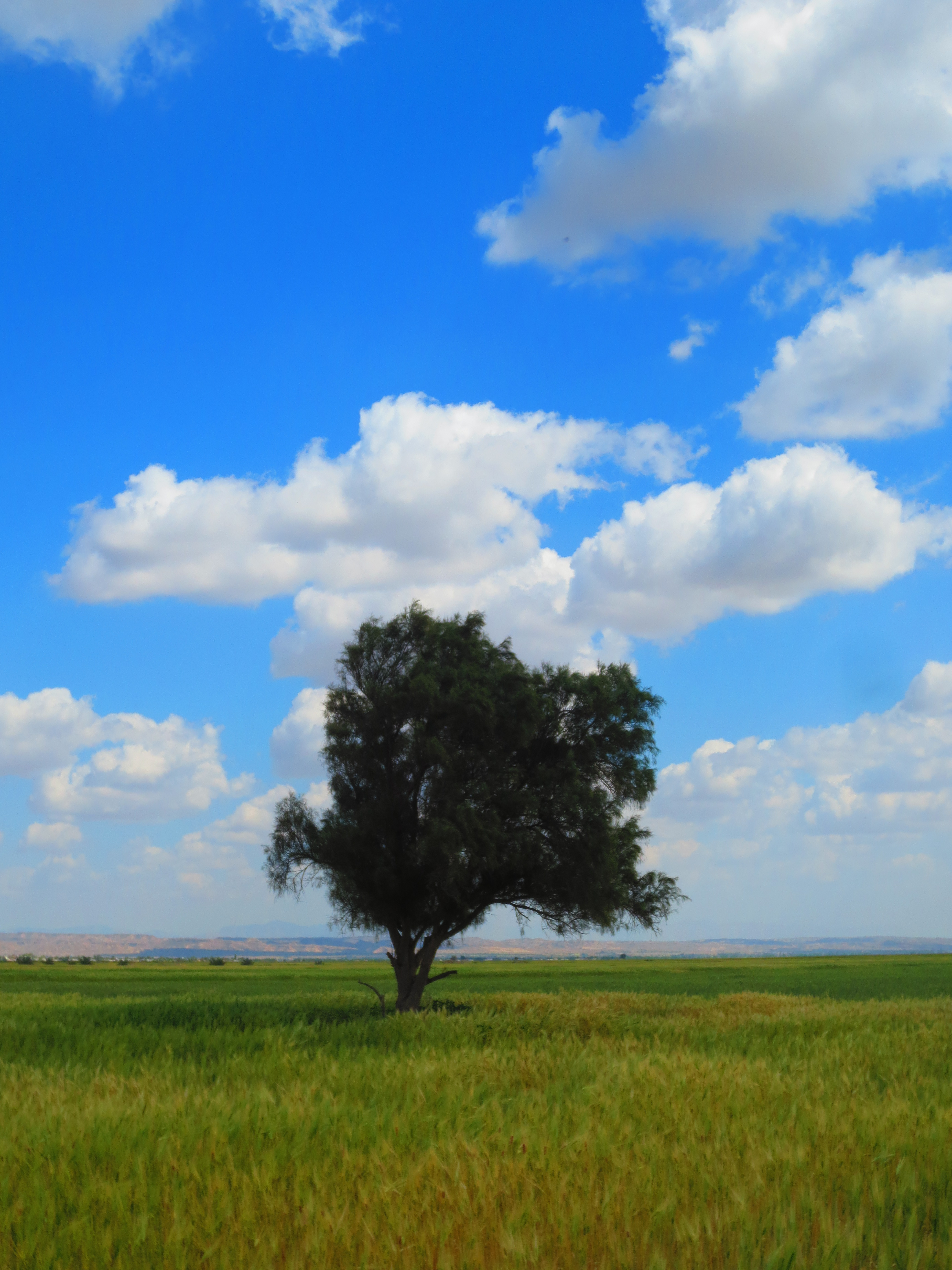
Tamarix în Ateybeh, Boushehr, Iran

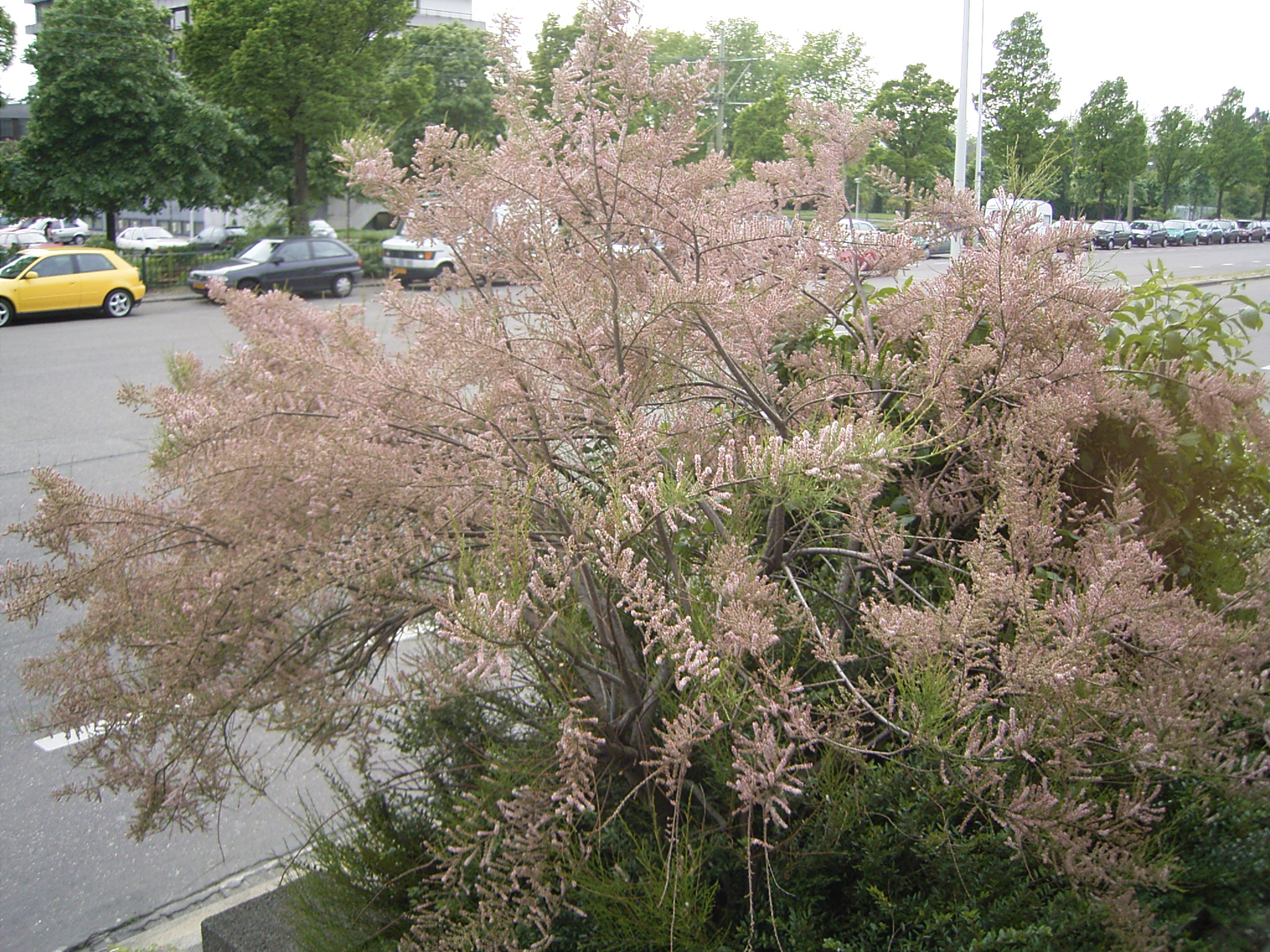
T. gallica
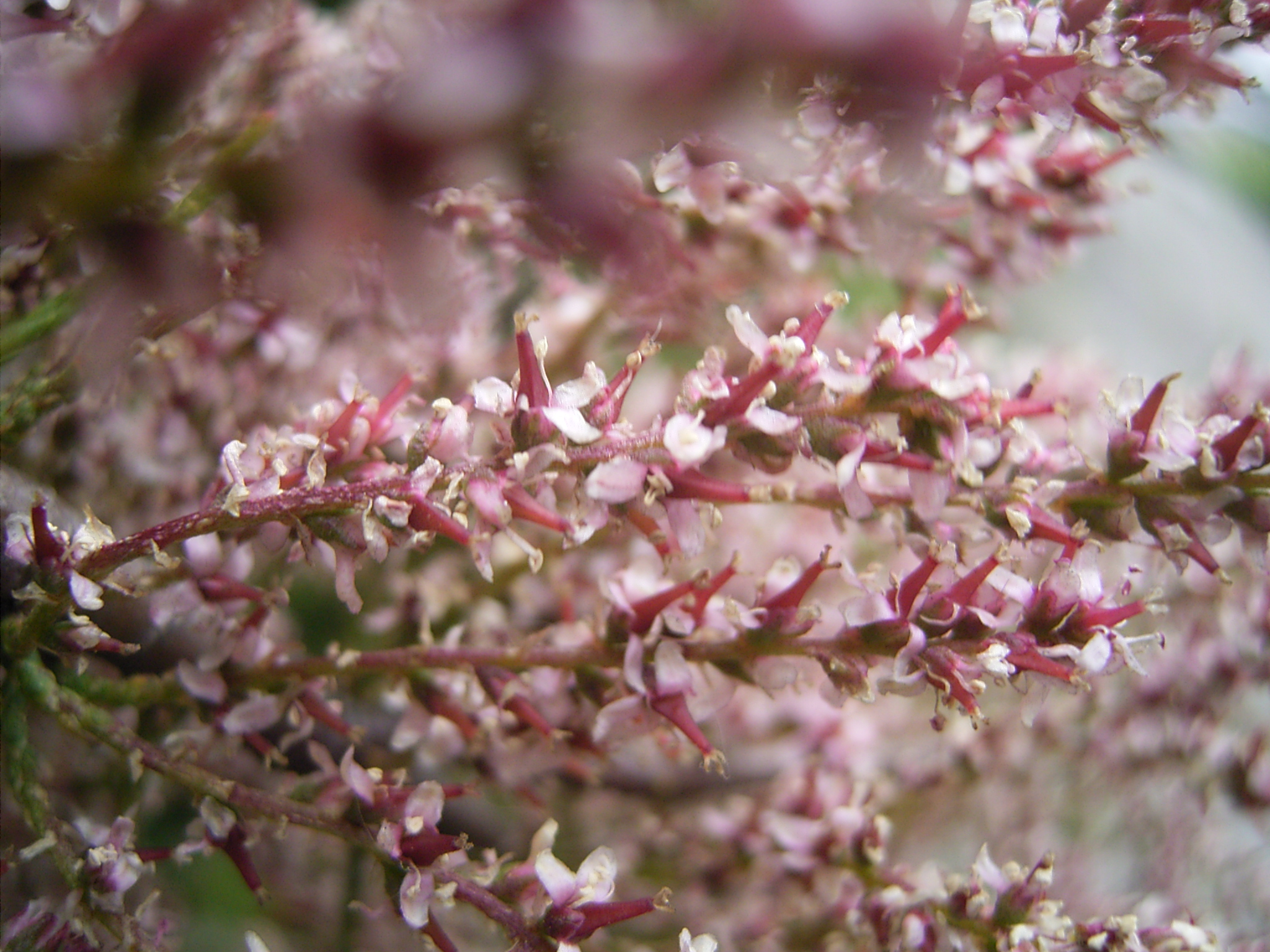
T. gallica
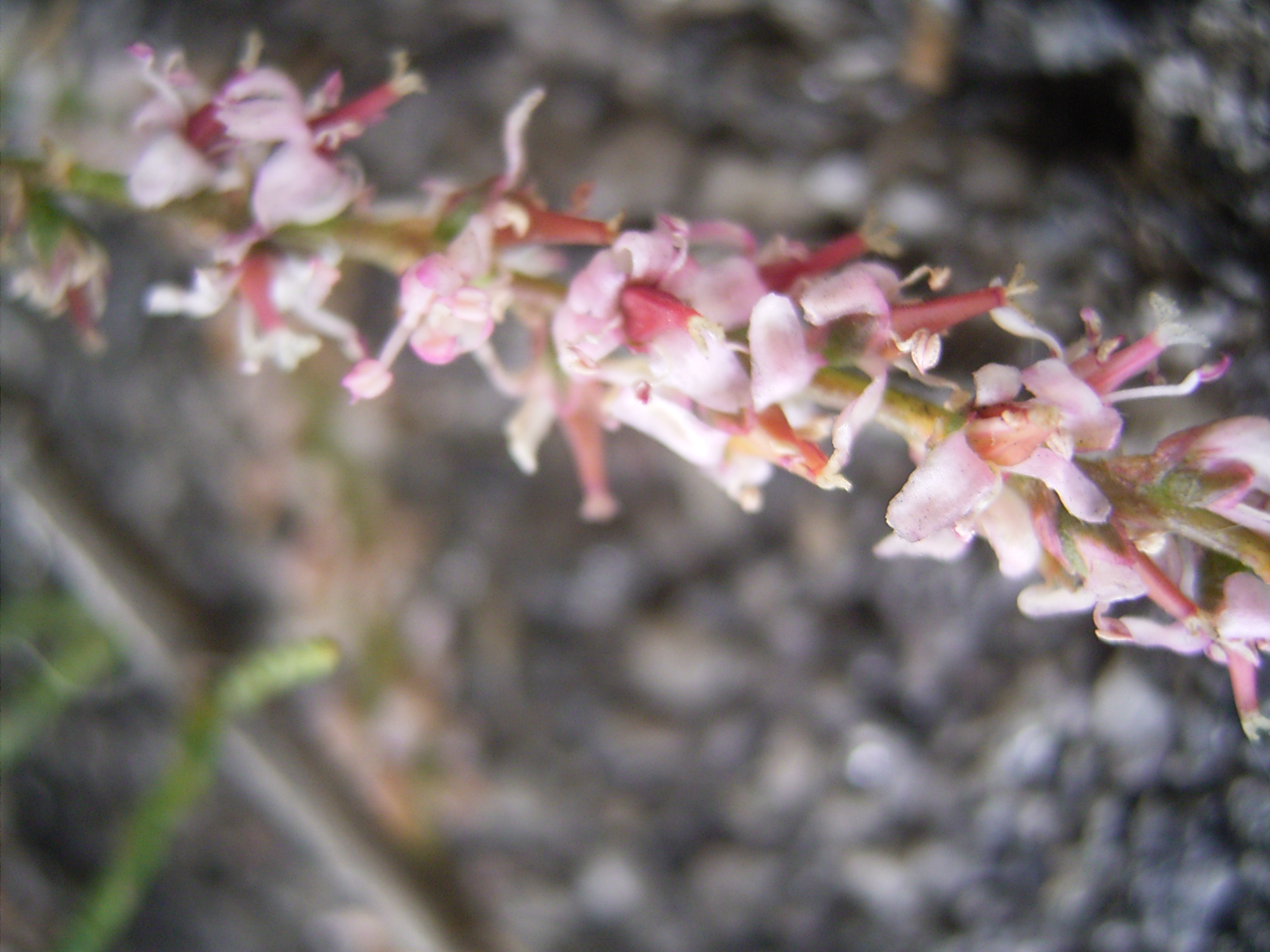
T. gallica